# Walther Bullerdiek
Walther Bullerdiek (* 24. Januar 1901 in Hamburg; † 2. Oktober 1971 in Bad Bevensen) war ein deutscher Schauspieler, Hörspielsprecher und Komponist.

## Leben
Wie seine Schauspielkollegen Otto Lüthje und Hans Langmaack hatte Walther Bullerdiek den Beruf des Lehrers erlernt und übte ihn während seiner Zeit als Schauspieler auch weiterhin aus, zuletzt bis zu seinem Ruhestand 1964 an der Christian-Förster-Schule in Hamburg. 1922 kam er an die Niederdeutsche Bühne von Richard Ohnsorg, dem späteren Ohnsorg-Theater, und gehörte dem Haus bis zu seinem Tod an. Neben der Schauspielerei schrieb Bullerdiek Anekdoten und Kurzgeschichten und komponierte zu niederdeutschen Bühnenstücken und Hörspielen die Musik. Zu seinem 65. Geburtstag ehrte ihn das Ohnsorg-Theater 1966 mit einer Matinee.
Walther Bullerdiek war darüber hinaus seit den 1920er Jahren als Sprecher in niederdeutschen Hörspielen tätig, anfangs für die gerade gegründete Nordische Rundfunk AG (NORAG), später für den Nordwestdeutschen Rundfunk, dann für den Norddeutschen Rundfunk.

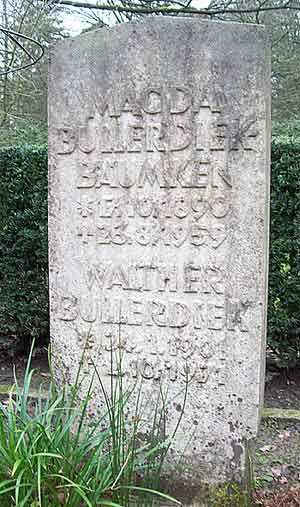
Der Grabstein von Walther Bullerdiek und Magda Bäumken im „Garten der Frauen“ auf dem Friedhof Ohlsdorf

1944 hatte Walther Bullerdiek, der in seiner Laufbahn in mehreren hundert Rollen auf der Bühne gestanden hatte, seine Kollegin Magda Bäumken geheiratet. Er starb nach langer schwerer Krankheit im Oktober 1971, im Jahr darauf hätte er sein 50-jähriges Bühnenjubiläum feiern können. Walther Bullerdiek wurde in der so genannten „Dichterecke“ auf dem Friedhof Ohlsdorf in Hamburg neben seiner Frau beigesetzt. Nach Ablauf der Grabstätte wurde der gemeinsame Grabstein in den Garten der Frauen gebracht.

## Vertonte Bühnenstücke
- 1949: Prinzeß Dickkopp von Georg Perlick, UA: 25. November 1948, Ohnsorg-Theater
- 1952: Dat Rosenfest von Erich Scharff, UA: 3. Juni 1953, Ohnsorg-Theater
- 1953: Swatten Peter von Heinz Roggenkamp

## Hörspiele (Auswahl)

### Als Sprecher
- 1925: Meister öwer Meister – Regie: Hans Böttcher
- 1926: De Aukschon – Regie: Hans Böttcher
- 1926: Dat lütte Rümeken – Regie: Hans Böttcher
- 1946: De politische Kannengeter – Regie: Curt Becker
- 1946: Hallo üm de Koh – Regie: Curt Becker
- 1950: Engel Kirk – Regie: Hans Freundt
- 1950: Dat Düvel Maskenspill – Regie: Hans Freundt
- 1950: Johannes Brahms – Regie: Hans Freundt
- 1951: Dat Redentiner Osterspill – Regie: Hans Freundt
- 1951: De dütsche Michel – Regie: Hans Freundt
- 1954: Hein Mahrt – Regie: Hans Tügel
- 1954: Jeppe in't Paradies – Regie: Günter Jansen
- 1954: Dat Hörrohr – Regie: Günter Jansen
- 1954: Eenspänners – Regie: Elly Behrendt
- 1956: Äwer de Grenz – Regie: Günter Jansen
- 1956: Südamerikan'sche Wull – Regie: Günter Jansen
- 1957: De Breefdräger un siene Fru – Regie: Günter Jansen
- 1957: Paragraf een: „De Minsch“ – Regie: Günter Jansen
- 1957: Stött di nich an de Nees, Hannes – Regie: Günter Jansen
- 1957: Pinkerton – Regie: Günter Jansen
- 1959: De Strohwitwer – Regie: Otto Lüthje
- 1959: Abelke Bleken, de Hex vun Ossenwarder – Regie: Hans Tügel
- 1960: Dat Nettelkruut – Regie: Hans Mahler
- 1961: Een Handbreet wieder – Regie: Rudolf Beiswanger
- 1961: Homunkula – Regie: Heinz Lanker
- 1963: De trurige GmbH – Regie: Rudolf Beiswanger
- 1963: De Bremer Stadtmuskanten – Regie: Hans Tügel, Jutta Zech
- 1963: De Dood in’n Appelboom – Regie: Heinz Lanker
- 1963: Schipp op Strand – Regie: Günther Siegmund
- 1963: Spöök vun güstern – Regie: Hans Tügel
- 1963: Stille Hochtied – Regie Heinz Lanker
- 1964: De Seelenwanderung – Regie: Günther Siegmund
- 1966: Thees Grott sien leven Gott – Regie: Günther Siegmund
- 1968: Bargenstedter Beer – Regie: Rudolf Beiswanger
- 1969: De Weg weer wiet – Regie: Heinz Lanker

### Als Komponist
- 1924: Lucifer – Regie: nicht genannt
- 1952: Heimotluft – Regie: Hans Freundt
- 1955: Dat Spill von de Hilligen Dree Könige – Regie: Hans Mahler
- 1967: De Keunigin von Honolulu – Regie: Günther Siegmund

### Als Bearbeiter (Wort)
- 1962: Carsten Curator – Regie: Hans Mahler